# Gymnosphaerida
A Gymnosphaerida tengerben élő kis, korábban a napállatkák közé sorolt Rhizaria-rend. Általában nagyjából gömbölyű sejttestéből axopódiumok sugároznak ki amorf központi szemcséjéből (kinetociszta), melyeket három- és hatszögekben elrendezett mikrotubulusok támasztanak.
Életciklusa kevéssé dokumentált.

## Történet
1913-ban írta le Poche, majd 2000-ben Mikrjukov kiegészítette meghatározását. A Centrohelida Kühn 1926-os eredeti meghatározása szerint a Centroplasthelida és a Gymnosphaerida kládokat tartalmazta, 1984-ben ezt Febvre-Chevalier és Febvre leszűkítették a Centroplasthelidára. 2024-ig a Gymnosphaeridáról nem volt DNS-szekvenciainformáció.

## Nemzetségek
3 ismert és igazolt nemzetsége egyenként 1 fajt tartalmaz:
- A Gymnosphaera albida szabadon élő, általában bentikus sekélyvízi faj. Gömbölyű, csupasz sejtjei 70-100 μm átmérőjűek, és a vele nem rokon Actinosphaerium nemzetségre hasonlítanak. A külső ektoplazma önálló réteget alkot nagy vezikulumokkal.
- A Hedraiophrys hovassei nagyobb, és algák és más élőlények epibiontái. Kúp alapú, és hosszú szilikáttüskék fedik. Ektoplazmája elkülönül, és buborékokból áll, és általában endoszimbionta baktériumokat és algákat tartalmaz.
- Az Actinocoryne contractilis bentikus. Táplálkozáskor többmagvú alapja és maximum 150 μm-es kontraktilis tönkje van, melyek kis egymagvú fejet támasztanak, ahol a központi szemcse és az axopódiumok találhatók. A mozgáshoz a tönköt és a fejet egy amőboid formába egyesíti, mely így képessé válik a vándorlásra.[6] A fej csírázásával vagy a fej nélküli forma töredezésével szaporodhat, kis, a Gymnosphaerához hasonló szabadon élő sejteket létrehozva, melyek ezután rögzülnek, és kinő tönkjük és alapjuk.

Ezenkívül ide tartozhat a Cienkowskya és a Wagnerella nemzetség is, továbbá a Hedraiophrys a Cienkowskya fiatalabb szinonimája lehet.

## Rendszertan
A Gymnosphaeridát eredetileg a Centroplasthelida kládba sorolták, melyhez hasonlóan mikrotubulusai három- és hatszögeket alkotnak, de a két kládot a központi szemcse és a mitokondriumok szerkezete különbözteti meg: a Gymnosphaerida cristái csőszerűek. A két kládot egy osztály önálló rendjeiként is besorolták, de ezt se támasztják alá a megfigyelések. Ehelyett a Gymnosphaerida a Desmothoracida rokona lehet, ennek megfelelően a Cercozoa kládjaként is leírták, de ez részben vitatott.
- Gymnosphaerida Poche 1913 emend. Mikrjukov 2000[7]
  - Gymnosphaeridae Poche 1913
    - ?Actinolophus Schultze 1874
      - Actinolophus pedunculatus Schulze 1874

    - ?Wagnerella Mereschkowsky 1878
      - Wagnerella borealis Mereschkowsky 1878

    - Gymnosphaera Sassaki 1894 non BIume 1828
      - Gymnosphaera albida Sassaki 1894

    - Hedraiophrys Febvre-Chevalier & Febvre 2005
      - Hedraiophrys hovassei Febvre-Chevalier et Febvre 2005

    - Actinocoryne Febvre-Chevalier 1980
      - Actinocoryne contractilis Febvre-Chevalier 1980